# لو
latitudeلوlongitudeلو
لو (به انگلیسی: Looe) یک شهرک در بریتانیا است که در انگلستان واقع شده‌است.

## خصوصیات
لو ۵٬۲۸۰ نفر جمعیت دارد.

## خواهرخوانده
شهر Quiberon خواهرخواندهٔ لو هست.